# Climent Bové
Climent Bové (segle xix) fou un dirigent obrer català. Per les seves activitats sindicals fou desterrat a Canàries el 1856. El 1868, en nom de la Direcció Central de les Societats Obreres de Barcelona, signà una crida a los obreros de Cataluña, per fer un congrés obrer català. Assistí al congrés obrer en el qual es va constituir la Federació Regional Espanyola de l'AIT a Barcelona el juny de 1870, com a delegat de la Federació de les Tres Classes de Vapor de Barcelona. Arran de la repressió pels fets de la Comuna de París, fou empresonat l'abril de 1871 al castell de Montjuïc per participar en les vagues. Fou president de la Federació de les Tres Classes de Vapor de maig de 1870 a gener de 1872.